# José Ángel Lamas
José Ángel Lamas (Caracas, 2 de agosto, de 1775 – Caracas, 10 de dezembro, 1814) foi um compositor Venezuelano.
Autor da obra sacra, Popule Meus, sua obra mais importante e mais conhecida. Foi composta em 1801, e estreada na Catedral de Caracas, durante o período colonial. 
Afastado da política e do turbilhão da guerra da independência, dedicou sua vida à música  especificamente religiosa. 
Foi Maestro Principal Bajonista ou fagotista da orquestra.
Morreu aos 39 anos em 10 de dezembro de 1814, e foi sepultado na igreja de Saint Paul, em Caracas. 